# GRWD1
GRWD1‏ (Glutamate rich WD repeat containing 1) هوَ بروتين يُشَفر بواسطة جين GRWD1 في الإنسان.